# الدين في كمبوديا

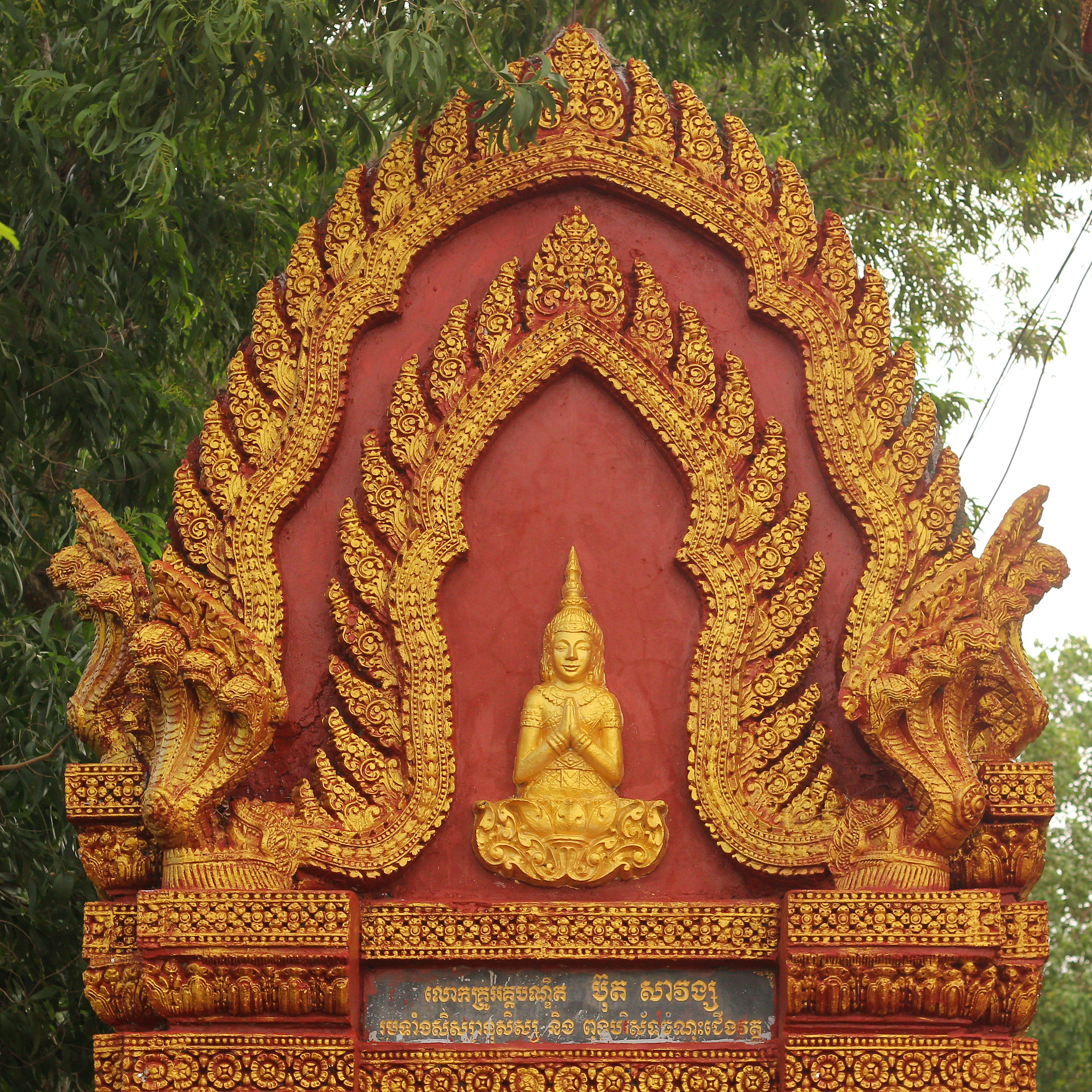

يتبع ما يقرب من 95٪ من سكان كمبوديا ديانة البوذية التيرافادية، ويشكل الإسلام والمسيحية والديانات القبلية الأرواحية الجزء المتبقي. يشكل الوات (الدير البوذي) والسانغا (الرهبان)، إلى جانب المعتقدات البوذية الأساسية مثل التناسخ وتراكم الجدارة، مركز الحياة الدينية، ولكنها تختلط مع المعتقدات المحلية مثل الدور المركزي للأسلاف والأرواح.